# Rhodoprasina nenulfascia
Rhodoprasina nenulfascia es una especie de polilla de la  familia Sphingidae. Vuela desde el sur del Tíbet hasta acercarse las fronteras con la India y Bután.